# Alandur
Alandur (o Alandoor) è una suddivisione dell'India, classificata come municipality, di 146.154 abitanti, situata nel distretto di Kanchipuram, nello stato federato del Tamil Nadu. In base al numero di abitanti la città rientra nella classe I (da 100.000 persone in su).

## Geografia fisica
La città è situata a 13° 0' 9 N e 80° 12' 22 E e ha un'altitudine di 12 m s.l.m..

## Società

### Evoluzione demografica
Al censimento del 2001 la popolazione di Alandur assommava a 146.154 persone, delle quali 74.784 maschi e 71.370 femmine. I bambini di età inferiore o uguale ai sei anni assommavano a 13.986, dei quali 7.214 maschi e 6.772 femmine. Infine, coloro che erano in grado di saper almeno leggere e scrivere erano 123.368, dei quali 65.489 maschi e 57.879 femmine.